# Mariampil
Ne pas confondre avec Marijampolė (Lituanie).
Mariampil, (en ukrainien : Маріямпіль, en polonais : Mariampol, en russe : Мариямполь) est un village dans l’oblast d'Ivano-Frankivsk en Ukraine.

## Géographie
Mariampil, dans la région historique de Galicie, se trouve sur la rivière Doumna (Думна) près de son confluent avec le Dniestr, un peu plus au sud : le site donne sur les gorges du Dniestr. Le village est à 14 km au sud-ouest de Halytch, chef-lieu du raïon, et à 16 km au nord-ouest d'Ivano-Frankivsk, chef-lieu de l'oblast. Un autre village, Vovtchkiv (Вовчків), lui est rattaché administrativement depuis 1983. L'ensemble comptait 1 015  habitants au recensement de 2001.

## Toponymie
Selon la légende, la localité s'appelait autrefois Tchortopol, la « ville de Tchort (en) », diable du folklore slave, probablement à cause des ruines d'un ancien site païen. Selon l'ouvrage Культурні грона Дністра / Kul'turni groda Dnistra, à l'époque des raids tatars, le voïvode (seigneur) polonais Kajetan, fuyant à cheval devant les Tatars, traversait le Dniestr mais son cheval n'arrivait pas à prendre pied. Kajetan, craignant d'être capturé, cria « Jésus-Marie ! », et son cheval le porta finalement sur la rive. Le voïvode fit vœu de fonder à cet endroit une ville du nom de Jesuspol en l'honneur de Jésus. D'après des documents plus certains, c'est en 1691 que Stanisław Jan Jabłonowski, hetman de la république polono-lituanienne, donna à la localité de Božyj Vydok le nom de Mariampil, « ville de Marie » en l'honneur de la Vierge Marie, et y déposa l'icône appelée « Notre-Dame au chevalier » (Рицарської Богоматерi / Ritsars'koi Bogomateri) qu'il avait portée avec lui pendant la guerre polono-turque où il avait participé à la bataille de Vienne en 1683.
En 1946, après la seconde annexion de l'Ukraine occidentale par la Russie, le village est rebaptisé Marynopil (Маринопіль). Il reprend son ancien nom après un référendum local en 2003, décision confirmée par le parlement d'Ukraine en février 2004.

## Histoire

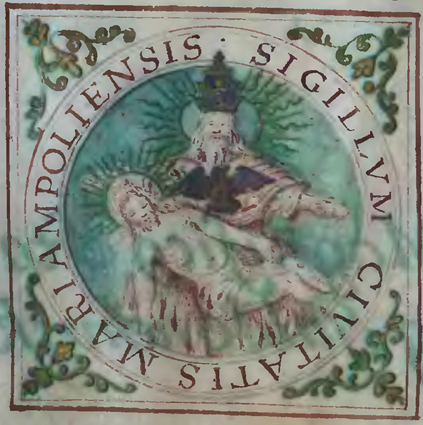
Sceau de la ville de Mariampil, XVIII.

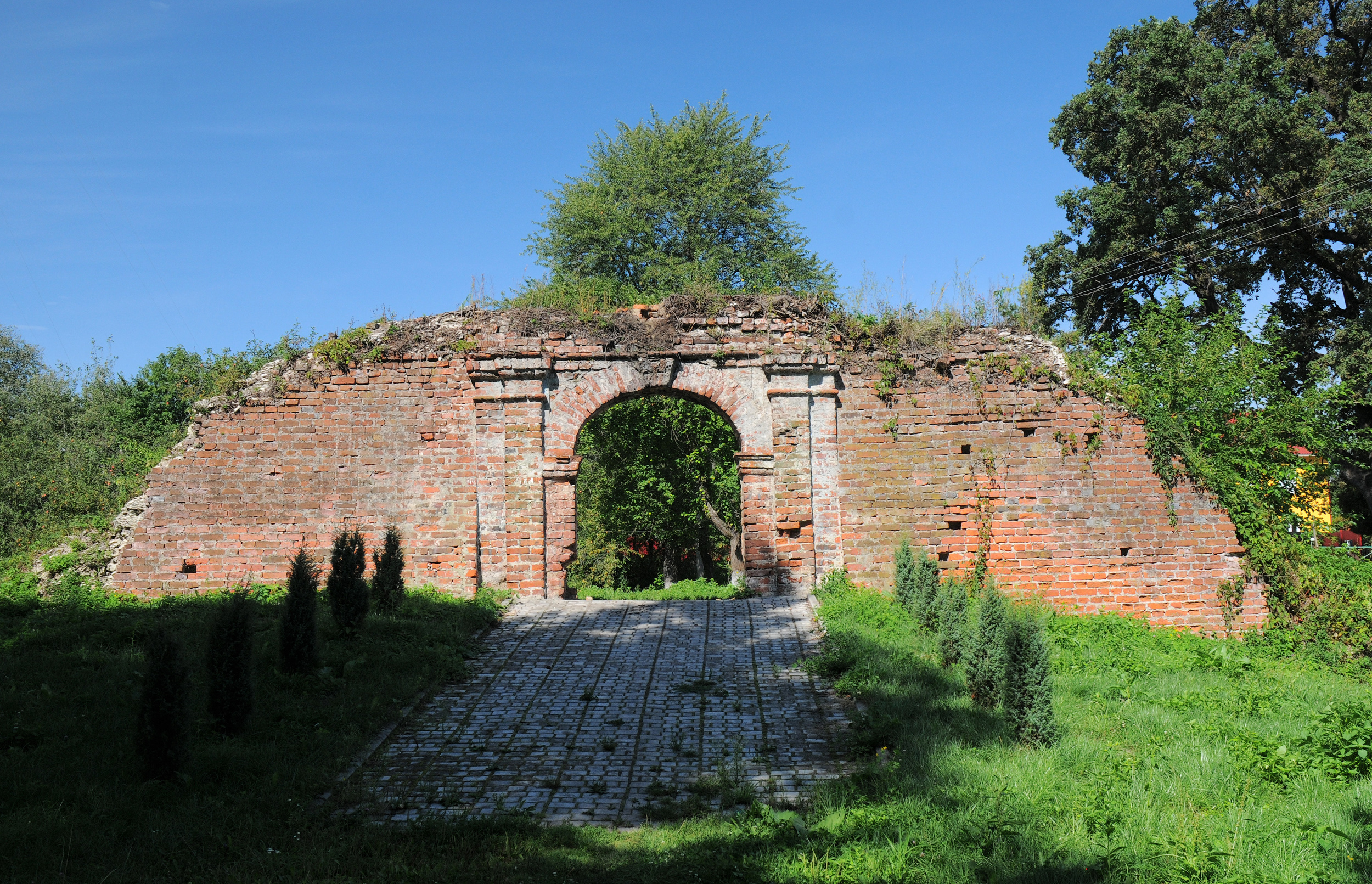
Ruines du château de Mariampil, 2012.

Le site de Mariampil est habité depuis le Paléolithique. Il existe des indices archéologiques d'une première agglomération fortifiée aux XIIIe – XIVe siècle à l'époque des principautés de Ruthénie : des traditions légendaires lui donnent le nom de Tchortopil et attribuent sa fondation soit à Daniel de Galicie, prince de Galicie-Volhynie de 1253 à 1264, soit à un de ses fils qui aurait fait creuser un puits profond, dans la cour du château, par des captifs tatars. Le bourg est ruiné, sans doute par un raid tatar, au XIVe siècle. Une autre agglomération, Vovtchkiv, à quelques centaines de mètres de là, est mentionnée pour la première fois en 1404 : un document postérieur la fait remonter à 1378, date où le duc Ladislas II d'Opole la confie à un nommé Jan Bylinka.
En 1594, Vovtchkiv et la localité voisine de Tchechbissi (aujourd'hui Iezoupil) sont détruites par les Tatars dans la période de la guerre des magnats moldaves. Dans les années 1630, Vovtchkiv est restaurée par le seigneur Theodor-Andrzej Belzecky qui fait construire le château de bois appelé Bozhy Vydok (« vue céleste »). En 1657, Votchkiv et Yezupil sont pillées par le chef cosaque Anton Sitchlos. En 1676, le château est de nouveau pillé et brûlé par les Ottomans et les Tatars de Crimée.
En 1691, le roi Jean III Sobieski donne la localité à l'hetman Stanisław Jan Jabłonowski (1634–1702) qui y bâtit une puissante forteresse, la rebaptise Mariampol et lui fait don d'une icône de la Vierge. Les premiers habitants viennent de la localité détruite de Bozhy Vydok, bientôt rejoints par des migrants de Mazurie. Mariampol devient, jusqu'à la fin du XVIIIe siècle, le siège de la lignée ducale des Jabłonowski.